# Andreas Weiss (Rechtswissenschafter)

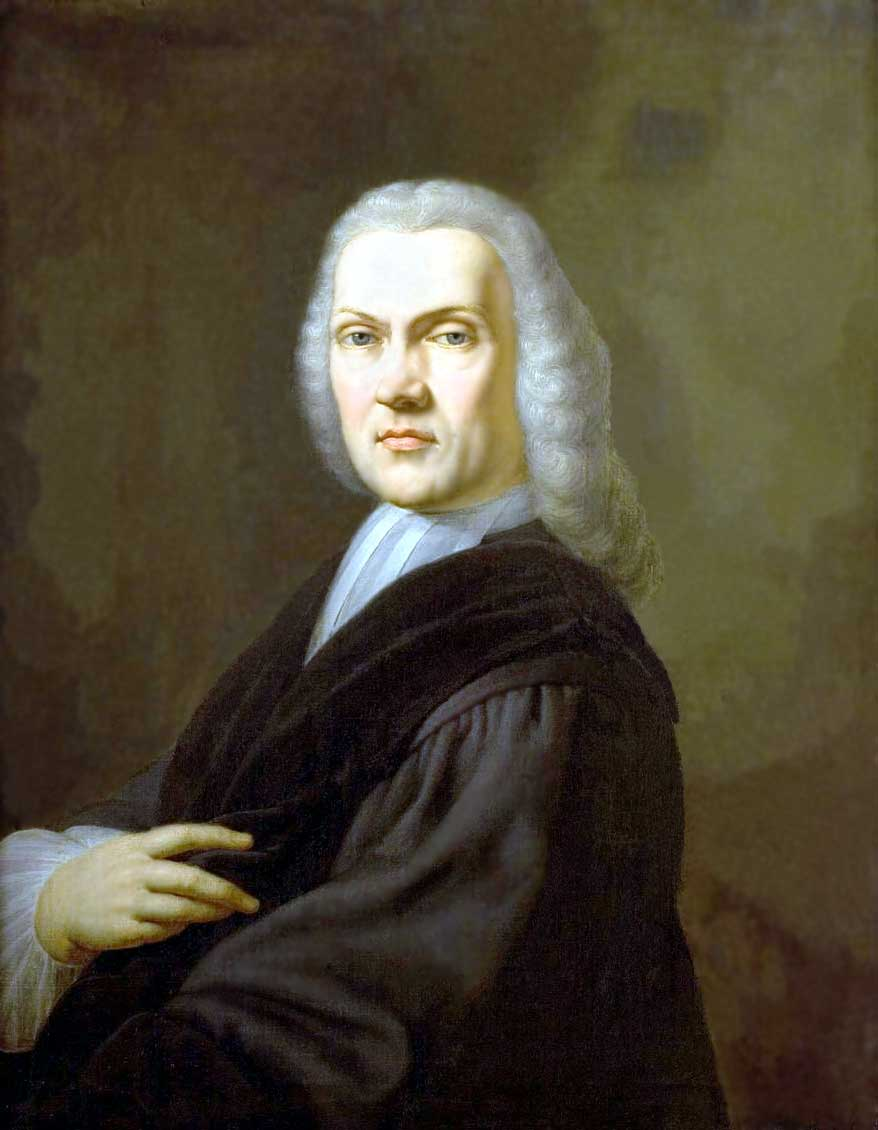
Andreas Weiss

Andreas Weiss, auch Andreas Weis, Andreas Weiß und Andreas Weyssius (* 24. Oktober 1713 in Basel; † 5. April 1792 in Augst) war ein Schweizer Rechtswissenschafter.

## Leben
Der Sohn des Grossrats und Oberschreibers des Basler Spitals lic. iur. Emanuel Weiss und dessen Frau Anna Maria Faesch (* 1691), die Tochter des Professors der Rechte an der Universität Basel Sebastian Fäsch (* 6. Juli 1647 in Basel; † 27. Mai 1712 ebd.) und dessen Frau Anna Maria Winkelblech, stammte aus einem angesehenen Basler Bürgergeschlecht. Nachdem er von seinen Eltern eine private Ausbildung erhalten hatte, studierte Weiss ab 1724 an der Universität Basel zunächst die philosophischen Wissenschaften. Hier erwarb er sich am 3. Juni 1727 unter Johann I Bernoulli mit dem Thema ingrato homine terrans nihil pejus alere das Baccalaurat und am 10. Juni 1728 unter Samuel Battier (1667–1744) mit der Abhandlung de lege Thebanorum, qua sicut Aristoteles docet, ab administratione Republicae arcebatur is, qui per decem annos a merctura facienda non abstinuisset den höchsten philosophischen Grad eines Magisters. Am 16. März 1734 wurde er Professor der Ethik, sowie des Natur- und Völkerrechts in Basel berufen, welche Aufgabe er am 20. Mai mit der Einführungsrede de usu librorum Novi Foederis in philosophia practica übernahm.
Weiss absolvierte 1735 eine Bildungsreise, welche ihn durch Frankreich, die Niederlande und Deutschland führte. Zurückgekehrt nach Basel wurde er am 6. Juni 1737 mit der Abhandlung de usu aequitatis in interpreatione legum (Basel 1737) zum Doktor der Rechte promoviert, wurde er 1741 zweiter ordentlicher Bibliothekar, 1745 Rektor der Basler Bildungseinrichtung und 1746 Aufseher der Universitätsbibliothek.
Am 15. Juni 1747 erhielt er eine Berufung als Professor der Rechte an die Universität Leiden. Seinen Lehrstuhl des Natur und Völkerrechts übernahm er am 9. Oktober 1747 mit der Rede de praesidiis quibus instructum esse oportet Juris publici Germanici interpretem. Zudem beteiligte er sich auch in Leiden auch an den organisatorischen Aufgaben der Hochschule und war 1753/54 Rektor der Alma Mater. Dieses Amt legte er mit der Rede pro institutione Nobilium Academia nieder.
Am 8. August 1759 wurde er Lehrer des Prinzen Wilhelm V. in Den Haag, erhielt am 8. November 1760 den Titel eines Honorarprofessors für öffentliches und Privatrecht in Leiden und war nach dem Regierungsantritt des Prinzen ab 1766 wieder Leiden tätig. 1773 aus seiner Professur entlassen, kehrte er nach Basel zurück. Hier wurde er im selben Jahr Ratsmitglied im Grossen Rat und übernahm die Aufsicht über die Familiennahen Kunst- und Raritätensammlung des Faesch Museums. 1775 bis 1783 hatte er als Mitglied im kleinen Basler Rat gewirkt und war von 1778 bis 1783 Beisitzer im Basler Stadtgericht. Danach zog sich auf sein Landgut Augst bei Basel zurück, wo er seine letzten Lebensjahre verbrachte. Er verstarb unverheiratet.

## Werke
- Diss. Theses Logicae. Basel 1731
- Diss. Specimen Rhetoricum. Basel 1733
- Diss. Theses morales. Basel 1734
- Disputationes de usu aequitatis in interpretatione legum. Basel 1737
- Diss. de jure victoriae. Basel 1738,
- Diss. de bello hominis privati. Basel 1742
- De opere Pandectarum, et ejus interpretandi ratione, quaedam generaliora etc. quibus subjiciuntur capita nonulla Iurisprudentiae Ecclesiasticae. Basel 1746
- Oratio ad Principem Arausionensem et Nassoviensem, Wilhelmum V. Leiden 1766

## Weblink
- Rektorratsbiographie Basel (eingesehen am 13. August 2021)

| Personendaten    | Personendaten                                   |
| ---------------- | ----------------------------------------------- |
| NAME             | Weiss, Andreas                                  |
| ALTERNATIVNAMEN  | Weis, Andreas; Weiß, Andreas; Weyssius, Andreas |
| KURZBESCHREIBUNG | Schweizer Rechtswissenschafter                  |
| GEBURTSDATUM     | 24. Oktober 1713                                |
| GEBURTSORT       | Basel                                           |
| STERBEDATUM      | 5. April 1792                                   |
| STERBEORT        | Augst                                           |